# Mercedes Carvajal de Arocha
Mercedes Carvajal de Arocha   (Illa de Trinitat, 8 de novembre de 1902 - Veneçuela, 31 d'agost de 1994), més coneguda pel seu pseudònim Lucila Palacios, va ser una escriptora, política i diplomàtica veneçolana.
Va assumir el seu nou nom en honor de la poetessa xilena Gabriela Mistral, el primer nom de la qual era Lucila, mentre que el cognom Palacios ho va prendre en honor de Concepción Palacios, la mare de Simón Bolívar.

## Biografia
Des de 1931, quan comença a escriure, utilitza el pseudònim amb que se li coneix, i el 1937 publica la seva primera novel·la Los Buzos. Lucila Palacios va representar a l'Estat Bolívar a l'Assemblea Nacional Constituent de 1947. Entre 1948 i 1952 va ser la primera senadora de la República de Veneçuela per la mateixa entitat federal junt amb Cecilia Nuñez Sucre, elegida pel Districte Federal.
Va cobrir una àmplia i neta trajectòria en la qual escrivia novel·les, contes, poemes i un quefer permanent a defensar els drets de l'infant i de la dona.
El 1963 va ser nomenada la primera ambaixadora de Veneçuela en l'Uruguai, on va rrealitzar una feina positiva, fonamentalment en el camp de la cultura. El 1943 va obtenir amb la seva novel·la Tres palabras y una mujer, el Premi Literari de l'Associació Cultural Interamericana de Caracas; el 1944 se li adjudica el Premi Municipal de Literatura Infantil, amb l'obra teatral Juan se durmió en la torre. El 1949 és guardonada amb el premi literari Arístides Rojas. La seva obra ha rebut els millors elogis de la crítica literària, en particular la seva novel·la La gran serpiente (1943).
Lucila Palacios va ser la primera dona Individu de Nombre de l'Acadèmia Veneçolana de la Llengua. El Cercle d'Escriptors de Veneçuela va crear el 1991 el Premi Lucila Palacios per designar l'escriptor de l'any.
Lucila va morir el 31 d'agost del 1994, molt a prop dels 92 anys.

## El seu llegat
Les seves novel·les han estat estudiades i publicades amb el títol The Political Novels of Lucila Palacios and Marta Lynch.